# Melodi Grand Prix Nordic 2007
De Melodi Grand Prix Nordic 2007 was de derde editie van de Melodi Grand Prix Nordic. Voor het eerst was er een debutant: Finland. Hierdoor namen vier landen deel. Het festival vond plaats in Oslo, Noorwegen. Het thuisland wist zichzelf uiteindelijk tot winnaar te kronen. Celine Helgemo werd met het nummer Bæstevænna de eerste Noorse laureaat in de geschiedenis van het festival.
Het verloop van het festival werd opnieuw gewijzigd. Net als vorig jaar was er een finale en een superfinale. Het aantal liedjes per land werd beperkt tot twee, zodat er in totaal acht liedjes deelnamen. Per land ging één lied naar de superfinale.

## Uitslag
| Plaats | Land       | Taal   | Artiest           | Lied                      | Punten |
| ------ | ---------- | ------ | ----------------- | ------------------------- | ------ |
| 1      | Noorwegen  | Noors  | Celine Helgemo    | Bæstevænna                | 11.358 |
| 2      | Zweden     | Zweeds | Vendela           | Gala pala Gutchi          | 11.215 |
| 3      | Denemarken | Deens  | Mathias           | Party                     | 10.882 |
| 4      | Finland    | Zweeds | Sister Twister    | Fröken perfekt            | 6.545  |
| 5      | Denemarken | Deens  | Amalie            | Til solen står op         |        |
| 5      | Finland    | Zweeds | Linn Nygård       | En liten önskan           |        |
| 5      | Noorwegen  | Noors  | Martin & Johannes | Når vi blir berømt        |        |
| 5      | Zweden     | Zweeds | SK8               | Min första största kärlek |        |

## Scorebord
| Deelnemers     | DK   | NO   | SE   | FI   |
| -------------- | ---- | ---- | ---- | ---- |
| Mathias        |      | 5402 | 3168 | 2312 |
| Celine         | 4306 |      | 3566 | 3486 |
| Vendela        | 3548 | 3465 |      | 4202 |
| Sister Twister | 2146 | 1133 | 3266 |      |

2002 · 2006 · 2007 · 2008 · 2009
Denemarken · Finland · Noorwegen · Zweden